# Pterella santosdiasi
Pterella santosdiasi är en tvåvingeart som beskrevs av Zumpt 1961. Pterella santosdiasi ingår i släktet Pterella och familjen köttflugor.
Artens utbredningsområde är Moçambique. Inga underarter finns listade i Catalogue of Life.